# Jáma a kyvadlo
Jáma a kyvadlo (ve starším českém překladu též Studna a kyvadlo či Šachta a kyvadlo, anglicky The Pit and the Pendulum) je jedna z nejznámějších povídek Edgara Allana Poa, která vyšla v roce 1842. Tato povídka se odehrává ve španělském městě Toledo, líčí pocity člověka odsouzeného inkvizicí na smrt za kacířství. Autor neuvádí jméno hlavního hrdiny. Povídka byla vícekrát zfilmována.

## Příběh
Člověk stojící před inkvizicí očekává svůj rozsudek. Ten zní: „Odsouzen k smrti“. Po těchto slovech omdlévá a probouzí se až v tmavé kobce, kde nic nevidí. Rozhodne se udělat průzkum cely. Nejdříve ji obejde dokola a napočítá 100 kroků. Pak se rozhodne přejít celu napříč. Po několika krocích ovšem zakopne. Zjistí, že jeho tělo leží na zemi, ale část obličeje má nad volným prostorem. Pod hlavou má hlubokou jámu, do které měl spadnout. Rychle pospíchá pryč zpět ke stěnám kobky a za chvíli usíná.
Po probuzení zjistí, že je pevně připoután k nějaké dřevěné lavici. V cele již není taková tma. Po levé ruce má jídlo a vodu. Napije se vody a sní trochu jídla. Poté se rozhlédne po cele. Je menší, než si myslel. Najednou si všimne kyvadla, které visí nad ním a pomalu se houpe. Po nějaké době zjistí, že se jeho kmity zrychlují a kyvadlo klesá.
Takto kyvadlo klesá několik dní. Muž střídavě propadá bláznění, zoufalství a střízlivosti. Nakonec se kyvadlo dostane do vzdálenosti pouhých tří palců od jeho těla. Muž dostane nápad. Všude kolem něj jsou krysy. Vezme zbytek jídla a pomaže jím pouta. Krysy se na něj vrhnou a pomalu pouta přehryžou. Právě včas. Kyvadlo už začalo přeřezávat jeho oděv. Odsouzenec přetrhne provaz a uteče.
Náhle se kyvadlo vrátí na své původní místo a stěny (které jsou ze železa) se začnou rozpalovat a vzájemně se přibližovat. Původně čtvercový obrys stěny se teď stává kosočtvercem, v jehož středu je jáma. Rozpálené stěny tlačí muže stále víc do středu místnosti. Už je na samém okraji jámy, když se náhle ozval zmatený šum lidských hlasů a troubení polnic. Natažená ruka zachytila jeho ruku, když klesal v mdlobách do propasti. Byl to generál Lasalle. Francouzská armáda vstoupila do Toleda. Inkvizice byla v rukou svých nepřátel.

## Historie
Zachránci v příběhu jsou vedeni Napoleonovým generálem Lasallem (který však nevedl francouzskou okupaci Toleda) během španělské války za nezávislost. V této době již španělská inkvizice nebyla tak mocná jako v předchozích stoletích.
Propracované mučení obsažené v povídce nemá historické paralely s aktivitami španělské inkvizice v žádném století, natož v devatenáctém. Inkvizice byla zrušena během francouzské intervence (1808–13).
Edgar Allan Poe uvádí na začátku povídky latinský citát:
„Impia torturum longas hic turba furores sanguinis innocui, non satiata, aluit. Sospite nunc patria, franco nunc funeris antro, mors ubi dira fuit vita salusque patent.“
(česky „Dlouho zde řádila bezbožná cháska trýznitelů, nemohoucí se dosytit nevinné krve. Dnes, když je vlast v bezpečí a sluj záhuby rozbořena, tam, kde byla hrozná smrt, vládne život a blaho.“) 
Poe jej charakterizuje jako čtyřverší složené pro tržní bránu, která měla být postavena na staveništi Jakobínského klubu v Paříži. Tento citát není původním nápadem autora, takový nápis byl zaznamenán ne později než roku 1803 a byl složen se záměrem umístit jej na staveništi. V krátkém článku se citát objevil v Southern Literary Messenger roku 1836, v periodiku, kam E. A. Poe přispíval.
Ačkoli byl trh postaven, nápis se zde nevyskytuje. Charles Baudelaire, francouzský spisovatel, jenž byl ovlivněn E. A. Poem a překládal jej, uvádí, že budova na ploše Jakobínského klubu nemá žádné brány a proto ani žádný nápis.

## Analýza
Jáma a kyvadlo, studie efektního teroru, začíná úvodní pasáží o vypravěčově smrtelné úzkosti („Bylo mi zle, k smrti zle mi bylo z těch dlouhých muk“), vzápětí muž ztrácí vědomí po vyslechnutí rozsudku smrti. Čtenář si v úvodu povídky domyslí, že vypravěč tato muka přežil, ze slov „Spatřil jsem rty černě oděných soudců. Připadaly mi bílé – bělejší než list papíru, na kterém toto píši“.
Zejména nedostatek nadpřirozených elementů v povídce vyvolává hrůzu, místo děje je skutečné, nikoli smyšlené.
„Realita“ příběhu je umocněna autorovým důrazem na pocit: kobka je tmavá, nevětraná a plná krys, vypravěč trpí žízní a hladem a kyvadlo s nabroušeným ostřím hrozí jeho rozkrájením. Vypravěč registruje pomalé klesání kyvadla a jeho „svištění“.
„Jáma a kyvadlo“ může být považována za vážné převyprávění satirické autorovy povídky A Predicament. V tomto příběhu podobná kosa pomalu (a komicky) odděluje vypravěči hlavu. Tato akce je v povídce „Jáma a kyvadlo“ pozměněna: klesající kyvadlo se chystá proříznout vypravěči hruď.

## Inspirace
E.A. Poe následoval zavedený model hrůzy a teroru psaný v jeho době. Tato forma se často objevovala v časopisu Blackwood's Magazine, z něhož si Poe udělal legraci v povídkové eseji „Kterak psáti článek pro Blackwood“ (angl. „A Predicament: How to Write a Blackwood Article“). Tyto příběhy často obsahovaly motiv osobní pomsty jako původ teroru. Poe se mohl inspirovat dílem Juana Antonia Llorenta „History of the Spanish Inquisition“. Předpokládalo se též, že Poeova „jáma“ byla inspirována překladem Koránu od George Saleho. (E.A. Poe zmínil Korán ve svých básních "Al Aaraaf" a "Israfel".) Poe se znal s Georgem Salem a dokonce zmínil jeho jméno ve své povídce „Tisící druhý Šeherezádin příběh“. Saleův překlad Koránu obsahoval komentáře a v jedné takové poznámce zmiňuje údajně běžnou formu mučení a popravy „házením lidí do horoucí ohnivé jámy“.
Jako další z možných inspirací mohla E.A. Poeovi posloužit povídka „The Iron Shroud“ britského spisovatele a esejisty Williama Mudforda, kde autor popisuje železnou místnost, která se mechanicky smršťuje a drtí oběti uvnitř. Poe patrně dostal nápad s myšlenkou smršťující se místnosti ve své povídce „Jáma a kyvadlo“ poté, co Mudfordova povídka byla publikována v Blackwood's Magazine v roce 1830.
Již roku 1831 vydal český spisovatel Václav Rodomil Kramerius povídku Železná košile, jejímž námětem je rovněž pomalé mučení odsouzence v železné kobce, která se pomalu smršťuje. Pravděpodobně byla inspirována také Murdfordovou povídkou, jisté to však není. Vzhledem k tomu, že nebyla v 19. stol. přeložena do angličtiny, nemohla být pro Poea inspirací.

## Publikace a odezva
„Jáma a kyvadlo“ se objevilo v dárkové knize „The Gift: A Christmas and New Year's Present for 1843“ vydané Careym & Hartem. Povídka byla mírně upravena pro květnové vydání (17. květen) roku 1845 newyorského periodika „Broadway Journal“.
William Butler Yeats se stavěl kriticky k E. A. Poeovi, nazýval jej „vulgárním“.
Konkrétně k dílu „Jáma a kyvadlo“ se vyjádřil takto: „Nezdá se mi, že by mělo literární hodnotu jakéhokoli druhu... Analyzujte Jámu a kyvadlo a naleznete zálibu v nevkusném fyzickém strašení.“

## Adaptace
- francouzský film Le Puits et le pendule z roku 1909, režie Henri Desfontaines.[17]
- první filmová adaptace povídky v angličtině se objevila v roce 1913 v režii Alice Guy-Blaché. [18]
- film Jáma a kyvadlo z roku 1961, (Spojené státy americké), 80 min., režie Roger Corman, hrají Vincent Price, Barbara Steele, Antony Carbone, Lynette Bernay, Larry Turner, Mary Menzies.[19]
- horor Hadí jáma a kyvadlo, SRN z roku 1967, režie Harald Reinl, hrají Lex Barker, Christopher Lee, Karin Dor, Carl Lange, Vladimir Medar.[20]
- v roce 1983 natočil český filmový surrealista Jan Švankmajer patnáctiminutový krátký film nazvaný Kyvadlo, jáma a naděje na motivy povídek „Jáma a kyvadlo“ E.A. Poea a „A Torture by Hope“ Auguste Villiers de l'Isle-Adama.[21]
- horor Jáma a kyvadlo, USA z roku 1991, režie Stuart Gordon, hrají Lance Henriksen, Stephen Lee, William J. Norris.[22][23]
- horor The Pit and the Pendulum, Spojené státy americké z roku 2009, režie David DeCoteau, hrají Lorielle New, Stephen Hansen, Bart Voitila.[24]

## Česká vydání
Česky vyšla povídka v následujících sbírkách nebo antologiích:
- Černý kocour (Mladá fronta (edice Četba pro školy), 1988, překlad Josef Schwarz, brožovaná, 152 stran, náklad 45 000)
- Černý kocour a jiné hororové povídky (B4U Publishing, 2007)
- Edgar (Dryada, 2008)
- Jáma a kyvadlo a jiné povídky / The Pit and the Pendulum and other stories (Garamond, 2001)
- Jáma & kyvadlo a jiné fantastické příběhy (Nakladatelství XYZ, 2007)
- Jáma a kyvadlo a jiné povídky (Odeon 1975, 1978, 1987, 1988 a Levné knihy KMa 2002 [25])
- Neuvěřitelná dobrodružství (Svoboda, 1949)
- Pád do Maelströmu a jiné povídky (Argo, 2007, ISBN 978-80-7203-939-5, překlad Josef Schwarz a Ladislav Šenkyřík, vázaná, 248 stran, autor obálky: Alén Diviš)
- Předčasný pohřeb: Horrory a jiné děsivé příběhy (Hynek s.r.o., 1999)
- V mistrově stínu: Povídky Edgara Allana Poea (Nakladatelství XYZ , 2010, ISBN 978-80-7388-301-0, překlad Vítězslav Nezval, Tomáš Pekárek, Josef Schwarz, Ladislav Šenkyřík, Jaroslav Vrchlický, vázaná, 384 stran, obálka: Isifa Image Service a Jakub Karman)
- Velká kniha Strachu (Albatros, 2006)
- Zrádné srdce: Výbor z díla (Naše vojsko, 1959, překlad Josef Schwarz, vázaná s papírovým přebalem, 676 stran)